# Салугин, Филипп Вадимович
Салугин Филипп Вадимович (18 августа 1989) — российский спортсмен, заслуженный мастер спорта по кикбоксингу 2016.

Председатель Омского регионального отделения РССС

Вице-президент Омской федерации кикбоксинга

Кандидат педагогических наук, профессор

## Биография
Родился в городе Омске. Окончил школу № 44 в 2007 году.

С 1999 года начал заниматься кикбоксингом в клубе «Сибирский медведь» под руководством Старовойта Сергея Ивановича.

С 2009 начал тренироваться под руководством Дмитриенко Александра Сергеевича.

## Учёба
С 2007 по 2011 обучался на кафедре ТиМ бокса, фехтования и единоборств СибГУФК.

В 2011 году поступил на магистерскую программу «Профессиональное образование в сфере физической культуры и спорта» научный руководитель — кандидат п.н., профессор Костихина Н. М.

С 2014 года — аспирант кафедры «Теории и методики футбола и хоккея» научный руководитель — к.п.н., доцент — Козин В.В.

В 2018 году окончил обучение в аспирантуре. Тема научной квалификационной работы - "Моделирование вариативности тактико-технических действий высококвалифицированных кикбоксеров с учетом оперативного пространства поединка".

## Наука
29 апреля 2021 года успешно защитил кандидатскую диссертацию на тему «Технология подготовки высококвалифицированных кикбоксеров на основе вариативности действий в оперативном пространстве поединка» на базе «Российского государственного педагогического университета им. А. И. Герцена»

27 декабря 2021 года приказом Министерства науки и высшего образования Российской Федерации присуждена учёная степень «Кандидата педагогических наук» 

- Имеет 58 публикаций, из них 25 публикаций в научных журналах рецензируемых ВАК
- 4 монографии
- 10 учебных пособий
- 2 учебника

## Карьера
С 2011 года — преподаватель «ОмГУ им. Ф. М. Достоевского».

С 2016 года — Доцент кафедры физической культуры и спорта ОмГУ им. Ф.М. Достоевского

 
В 2014 году студенты ОмГУ стали Чемпионами Мира по кикбоксингу под руководством ЗМС Ф.В. Салугина. В течение 5 лет являются абсолютными Чемпионами России в командных соревнованиях по кикбоксингу.

С 2020 года - профессор кафедры физической культуры Омского государственного медицинского университета.

## В боксе
- 2004 год Чемпионат города Омска — 1 место
- 2005 год Чемпионат СФО г. Минусинск — 3 место
- Чемпионат всероссийского турнира класса «Б» г. Омск — 1 место

## Спортивные достижения

### 2003 год
- Первенство России по семи. Россия, Череповец.

### 2004 год
- Кубок Мира в разделах лайт, фул. Россия, Москва.

### 2005 год
- Первенство России семи Россия, Череповец, Москва;
- Кубока России семи. Россия, Омск.

### 2006 год
- Победитель Первенства России семи. Россия, Череповец;
- Победитель Первенства Мира лайт. Хорватия;
- Кубок России семи, лайт — контакт. Россия, Омск.

### 2007 год
- Бронзовый призёр Чемпионата России лайт — контакт;
- Финалист Чемпионата России по семи — контакту;
- Победитель Первенства России семи, лайт — контакт Россия, Череповец;
- Победитель Первенства России фул — контакт Россия, Самара;
- Финалист Первенства Европы фул — контакт Португалия.

### 2009 год
- Чемпион России семи — контакт, 3-й лайт — контакт Россия, Нижний Тагил;
- Кубок Мира лайт — контакт Италия.

### 2010 год
- Чемпион России среди клубов лайт, семи — контакт Туймазы;
- Чемпион России среди студентов семи, лайт — контакт Старый Оскол;
- Чемпион России семи, лайт — контакт Геленджик;
- Кубок Мира семи, лайт — контакт Венгрия;
- Кубок Мира лайт — контакт Италия;
- Чемпион Мира лайт, семи — контакт Греция;
- Финалист Чемпионата Европы лайт — контакт Азербайджан.

### 2011 год
- Чемпион России семи, лайт — контакт Астрахань;
- Кубок Мира семи, лайт — контакт Россия;
- Кубок России семи — контакт Россия, Москва.

### 2012 год
- Чемпион России семи, лайт — контакт Россия, Череповец, Уфа;
- Кубок Мира семи, лайт — контакт Россия, Анапа;
- Бронзовый призёр Чемпионата Европы семи — контакт Румыния, Бухарест.

### 2013 год
- Чемпионат России, семи — контакт Россия, Москва;
- Кубок Мира, семи — контакт Россия, Анапа.

### 2014 год
- Чемпионат России, лайт — контакт Россия, Омск;
- Кубок Мира, лайт — контакт — 1 место, семи — контакт — 2 место Италия;
- Кубок Мира, лайт — контакт Россия, Анапа;
- Чемпионат Европы, лайт — контакт Словения, Морибор;
- Чемпионат Мира среди студентов, семи и лайт — контакт — 1 место Россия, Уфа;

### 2015 год
- Чемпионат России, лайт — контакт Россия, Новосибирск;
- Кубок Мира, лайт — контакт Россия, Анапа;
- Чемпионат Мира, лайт — контакт Ирландия, Дублин.

182 боя

175 побед

7 поражений

- 11 кратный Чемпион России по кикбоксингу;
- 9 кратный обладатель Кубка Мира по кикбоксингу;
- 3 кратный Чемпион Мира по кикбоксингу ;
- 1 кратный Чемпион Европы по кикбоксингу ;

## Награды
- 2005 год — орден одаренного ребёнка — будущее России.